# Ruslan Məcidov
Ruslan İbrahim oğlu Məcidov (ros. Руслан Ибрагимович Меджидов, Rusłan Ibragimowicz Miedżydow; ur. 22 sierpnia 1985 w Baku) – azerski piłkarz rosyjskiego pochodzenia występujący na pozycji bramkarza, reprezentant Azerbejdżanu.

## Kariera klubowa
Wychowanek Spartaka Moskwa, w którym w 2001 rozpoczął karierę piłkarską. Potem grał w rosyjskich zespołach Kristałł Smoleńsk, FK Widnoje i Anży Machaczkała. Na początku 2006 roku wyjechał za granicę, gdzie został piłkarzem Widzewa Łódź. W 2007 roku powrócił do Azerbejdżanu, gdzie bronił barw klubów Neftçi PFK i Gənclərbirliyi Sumgait. W sezonie 2009/10 występował w irańskim Gostaresz Fulad, po czym powrócił do azerskiego FK Gəncə. Następnie kontynuował karierę w Sumgait PFK oraz AZAL PFK Baku, gdzie zakończył w 2015 roku grę w piłkę nożną.

## Kariera reprezentacyjna
Wystąpił pięciokrotnie w reprezentacji U-21 oraz raz w seniorskiej reprezentacji Azerbejdżanu w towarzyskim meczu przeciwko Mołdawii w 2005 roku (0:0).